# 西伯利亞哥薩克
西伯利亞哥薩克（俄语：Сибирские казачье войско, Sibirskiye Kazach'ye Voysko）是俄羅斯帝國的哥薩克軍團之一，成立於16世紀晚期，為跟隨葉爾馬克征服西伯利亞汗國的哥薩克及其後人。事實上，最早定居在西伯利亞的俄羅斯開拓者，尤其是官兵大多被統稱為哥薩克，然而這些移民大多來自俄羅斯西北部，與傳統的頓河哥薩克或札波羅熱哥薩克關係不深。

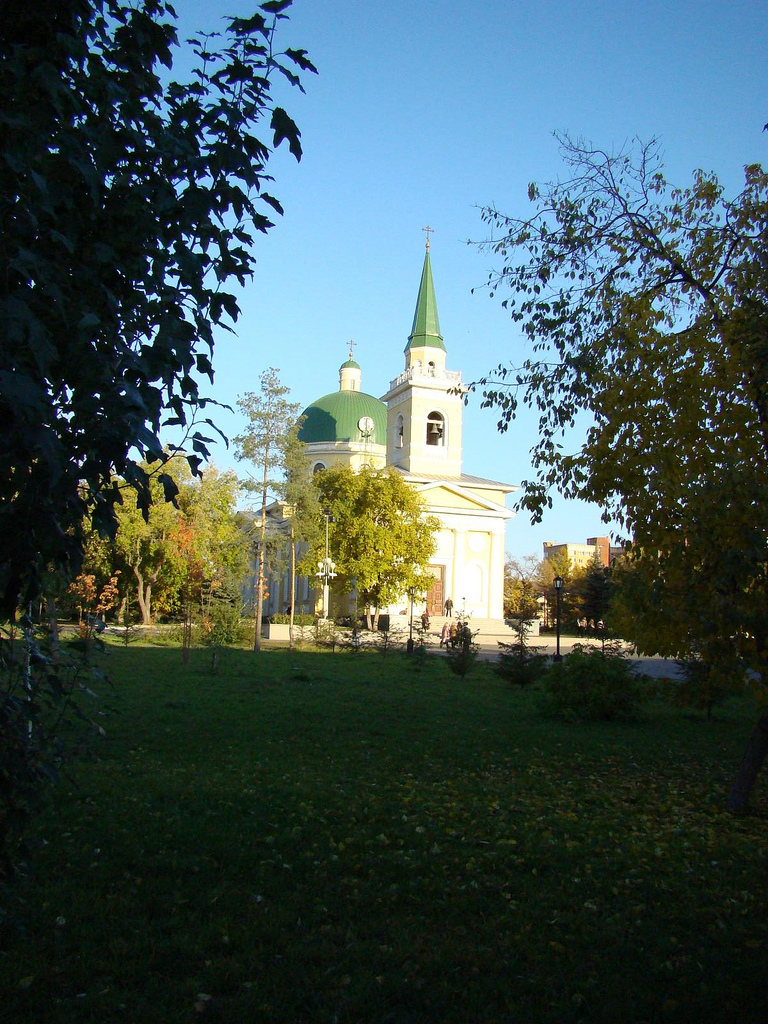
鄂木斯克的聖尼古拉哥薩克大教堂，西伯利亞哥薩克軍團所屬的主要教堂。

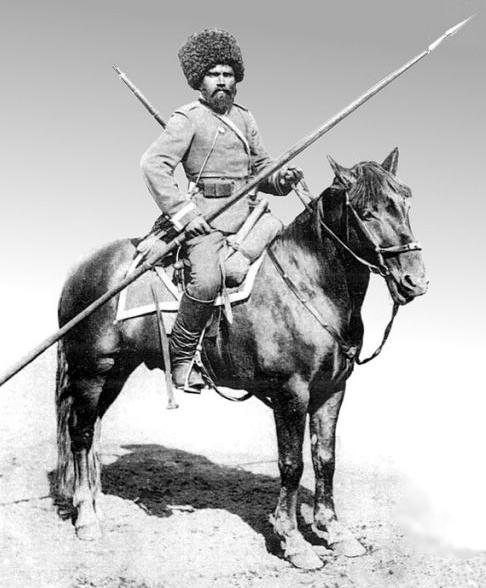
一位西伯利亞哥薩克騎兵，約攝於1890年代。

## 歷史
西伯利亞哥薩克軍團成立於1582年，歷史僅次於頓河軍團與札波羅熱哥薩克，總部位於鄂木斯克。軍團往後下分三個分部，分別設於科克契塔夫、鄂木斯克、烏斯季卡緬諾戈爾斯克，48個哥薩克村統轄123個聚落。依據1914年的統計，西伯利亞哥薩克的123個聚居點中，有居民298,284人，其中167,985人為軍人，95%為俄羅斯人（包含早先被流放至此的瑞典人與波蘭人，大多已俄羅斯化），另有少數莫爾多瓦人及韃靼穆斯林。
在俄國革命之前，西伯利亞哥薩克一向是俄羅斯帝國的重要武力.，1801年時，六千名哥薩克分散在西伯利亞的各個定居點與要塞，到了1808年，這些哥薩克被整編為十個騎馬步兵團與兩個騎砲兵連。日俄戰爭期間，投入作戰的207個俄國騎兵中隊中，西伯利亞哥薩克占了相當高的比例，但比起做為正規騎兵使用，西伯利亞哥薩克更類似於騎馬步兵。
西伯利亞哥薩克軍團於1919年遭到解散，蘇維埃政權試圖在各個層面上消弭哥薩克的影響力，儘管有些哥薩克單位在1937年之後恢復，但皆非西伯利亞哥薩克。在當下的俄羅斯陸軍中，位於東部軍區的博爾賈駐有一支以哥薩克為頭銜的單位。

## 人員組成及活動
被政府派去西伯利亞以促進並保護國家利益的僱員當中，下層所有服軍役的人就被通稱作「哥薩克」，這些軍役人員(sluzhilye liudi)和獵商都屬於西伯利亞的征服者：除了非正規編成的邊境哥薩克，還包括了射手(streltsý)、貴族士官(deti boiarskie)以及作為戰俘被送到西伯利亞充軍的波蘭人、立陶宛人和瑞典人。當地方當局不需要邊境哥薩克服役的時候，他們可以為自己的利益而去探險和征服新地區。在早期被派去支援哥薩克進行征服的射手，一般都是步兵，受正式指派的官員指揮，人數比一般哥薩克少。貴族士官通常是整個哥薩克部隊的軍事首領，地位比其他成員的高，這個頭銜也會授予一些軍役人員作為獎賞。
西伯利亞的哥薩克與獵商一樣也充當著毛皮商人，新的哥薩克也會從獵商當中招募，藉著軍役職務使他們有機會直接接觸原住民徵收毛皮。常規哥薩克時常人員短缺，於是獵商也常被徵召成哥薩克（志願者）為政府服役，協助徵收實物稅並參與遠征隊的討伐。有時獵商也受哥薩克統領的委托徵收實物稅，並用沙皇名義征服新的土地。
西伯利亞常備的哥薩克和獵商，在組織和生活方式方面彼此並沒有太多區別，他們都會從屬於同一指揮下，獵商也會加入同哥薩克隊伍相近的武裝隊伍或稱伙件(vatágas)。哥薩克隊伍在他們代表法律力量的地方，和獵商隊一樣會對當局，甚至對於相互隊伍間都獨立地行使權力，更會私下在隊伍中瓜分戰利品。

## 制服
1802年，西伯利亞哥薩克規範了統一的制服，其制服設計源於頓河哥薩克，1812年後小幅修改為偏向傳統槍騎兵式的服飾；實際上，西伯利亞哥薩克大多自行準備服裝，意味著制服規範並未嚴格執行。在1880年代之後，西伯利亞哥薩克改以紅色為識別色，包含其肩章、帽帶、長褲滾邊等，制服為仿照草原哥薩克的深綠色，偶爾配戴飾以紅巾的羊毛高帽。1909年，哥薩克制服再度改制為與俄國騎兵相同的卡其色，但西伯利亞哥薩克仍舊保留了綠色的馬褲與紅色滾邊。為表彰西伯利亞哥薩克在1812年作戰的功績，他們可以在長矛上飾以彩色三角旗，而這些長矛直到一次大戰期間都是他們的正式裝備。